# Alice i Spegellandet (film)
Alice i Spegellandet (engelsk originaltitel: Alice Through the Looking Glass) är en amerikansk äventyrs- och fantasyfilm från 2016 regisserad av James Bobin, skriven av Linda Woolverton och producerad av Tim Burton. Den är baserad på boken Alice i Spegellandet av Lewis Carroll och är uppföljaren till filmen Alice i Underlandet från 2010. Filmens protagonister spelas av Mia Wasikowska, Johnny Depp, Helena Bonham Carter, Anne Hathaway och Sacha Baron Cohen. Filmen hade premiär den 25 maj 2016 i Sverige och den 27 maj i USA. Det är Alan Rickmans sista film efter hans död den 14 januari 2016.

## Rollista
- Mia Wasikowska – Alice Kingsleigh[3]
- Johnny Depp – Tarrant Hightopp, den galne hattmakaren[3]
- Helena Bonham Carter – Iracebeth av Crims, den röda drottningen[3]
- Anne Hathaway – Mirana av Marmoreal, den vita drottningen[3]
- Sacha Baron Cohen – Tiden[3]
- Rhys Ifans – Zanik Hightopp, den galne hattmakarens far[3]
- Matt Lucas – Tweedledum och Tweedledee[3]
- Lindsay Duncan – Alices mor[4]
- Andrew Scott – Addison Bennett[5]
- Ed Speleers – James Harcourt[3]

### Röstroller
- Alan Rickman – Absolem, den storrökande blå larven[3]
- Stephen Fry – Cheshier filurkatten[3]
- Michael Sheen – Nivens McTwisp, den vita kaninen[3]
- Timothy Spall – Bayard bludhunden[3]
- John Sessions – Humpty Dumpty[6]
- Barbara Windsor – Mallymkun hasselmusen[3]
- Paul Whitehouse – Thackery Earwicket, påskharen[3]
- Toby Jones – Wilkins, Tidens tjänare[7]